# Euricania splendida
Euricania splendida är en insektsart som först beskrevs av Fabricius 1803.  Euricania splendida ingår i släktet Euricania och familjen Ricaniidae. Inga underarter finns listade i Catalogue of Life.